# Protestas en Sudán de 2011-2013
Las protestas en Sudán 2011-2013 fueron una series de protestas, como parte del movimiento de las garantías regionales de Primavera Árabe. A diferencia de otros árabes, los levantamientos populares en Sudán logrado derribar gobiernos antes de la Primavera Árabe, tanto en 1964 y 1985. Las manifestaciones contra el gobierno fueron menos frecuentes durante el verano de 2011, durante el cual el Sudán del Sur se separó de Sudán, pero se reanudaron el vigor a finales de año y en junio de 2012, poco después que el gobierno aprobó su plan muy criticada austeridad.

## Antecedentes
El presidente Omar al-Bashir ha sido el presidente de Sudán ya realizado un golpe de Estado de 1989. Bashir comenzó a instituir Sharia y la abolición de los partidos políticos en 1990. Fue nombrado presidente en 1993, regresó al gobierno civil en Sudán y ganó las elecciones presidenciales en 1996, como el único candidato. En 2008, el Corte Penal Internacional pidió a su detención por su presunta genocidio, crimen de lesa humanidad y crimen de guerra de Darfur. Pero Sudán rechazó la acusación, diciendo que la decisión fue una provocación contra la soberanía de Sudán. El sistema político de Sudán es ampliamente considerado por la comunidad internacional como dentro de un sistema autoritario, debido al control del gobernante Partido del Congreso Nacional del poder judicial, ejecutivo y legislativo.

### Los retos demográficos y económicos
Sudán ha perdido miles de millones de dólares en ingresos petroleros desde Sudán del Sur se independizó en julio de 2011, cerca de tres cuartas partes de los campos de petróleo de Sudán se encuentran dentro del territorio del nuevo país. El Norte ha enfrentado en difuculdades los ingresos públicos, asolado por inflación, y con una grave escasez de dólares para pagar las importaciones. El sur, sin salida al mar, depende del oleoducto del norte y el puerto para exportar su petróleo, pero Jartum y  Juba no están de acuerdo sobre la cantidad de Sudán del Sur debe pagar para usar infraestructura. Sudán ya con los ingresos petroleros agotados, disminuyó más del 20 por ciento después de su campo petrolero principal Heglig dañarse y terminó el combate con las tropas invasoras de Sudán del Sur en abril de 2012.
En un intento de resolver la crisis económica, el gobierno sudanés anunció un nuevo plan de austeridad en el de 2012 [[18] de junio]], que incluye la recaudación de los impuestos sobre los bienes de consumo, la reducción del número de empleados en su nómina, aumentar el precio de un galón de gasolina por 5 libras sudanesas, empujándolo hasta £ 13.5 £ 8,5, y el levantamiento de los subsidios al combustible. El plan no ha ganado mucha aceptación entre los ordinarios de Sudán, ya que creen que el precio de cada producto tendrá el efecto de alto transporte de bienes producidos en el país, la comida y otra.